# وندیر
وُندیِر (به فرانسوی: Vendières) یک کمون در فرانسه است که در پیکاردی واقع شده‌است.

## خصوصیات
وُندیِر ۱۲٫۳۵ کیلومترمربع مساحت و ۱۴۴ نفر جمعیت دارد و ۱۵۰ متر بالاتر از سطح دریا واقع شده‌است.